# Cycas debaoensis
Cycas debaoensis é uma espécie de cicadófita do género Cycas da família Cycadaceae, nativa do noroeste de Guangxi, na China. Segundo dados de 2010, a população tende a descrescer.